# Cầu diệp hẹp
Cầu diệp hẹp (danh pháp hai phần: Bulbophyllum striatum) là một loài phong lan thuộc chi Bulbophyllum. Loài này phân bố từ Nepal đến Vân Nam (Trung Quốc) và Đông Dương, trong đó có Việt Nam.